# 学校法人平松学園
学校法人平松学園（がっこうほうじんひらまつがくえん）は、大分県大分市千代町2丁目4番4号に本部を置く学校法人である。

## 沿革
- 1954年3月　学校法人平松学園創設。大分平松高等学校が開校し商業科、普通科設置
- 1954年12月　平松幼稚園開園
- 1961年4月　平松中学校開校
- 1962年4月　大分平松高等学校を大分東明高等学校に校名変更。平松幼稚園を千代町幼稚園に園名変更。平松中学校を向陽中学校に校名変更
- 1964年1月　大分短期大学開校
- 1964年4月　城南幼稚園開園
- 1965年2月　大分東明高等学校に衛生看護科設置
- 1966年6月　大分衛生検査技師専門学校開校
- 1967年2月　大分短期大学に園芸科設置
- 1968年4月　明野第一幼稚園開園
- 1971年3月　大分市歯科衛生士学院開校
- 1973年3月　大分衛生検査技師専門学校を大分臨床検査技師学校（3年制）に校名変更
- 1975年7月　附属歯科診療所開設
- 1977年4月　大分臨床検査技師学校を大分臨床検査技師専門学校に校名変更。大分市歯科衛生士学院を大分歯科専門学校に校名変更
- 1980年4月　高校特別進学コースに進学寮開設
- 1984年4月　大分スクールオブビジネス開校
- 1989年4月　大分臨床工学技士専門学校開校
- 1991年3月　大分視能訓練士専門学校開校
- 1993年4月　大分リハビリテーション専門学校に理学療法士科設置
- 1995年4月　大分リハビリテーション専門学校に作業療法士科設置
- 1999年3月　大分介護福祉士専門学校開校
- 2001年3月　大分リハビリテーション専門学校に言語聴覚士科設置
- 2001年10月　高校衛生看護専攻科の校舎竣工
- 2002年1月　高校5年一貫看護師養成課程認可
- 2003年9月　附属施術所大分整骨院開設
- 2004年3月　大分医学技術専門学校に柔道整復師科設置
- 2005年11月　附属施術所大分鍼灸院開設
- 2006年4月　向陽中学校併設型中高一貫6年制として再開
- 2006年4月　大分医学技術専門学校に鍼灸師科設置

## 学校園一覧
- 大分短期大学
- 大分臨床検査技師専門学校
- 大分臨床工学技士専門学校
- 大分視能訓練士専門学校
- 大分リハビリテーション専門学校
- 大分医学技術専門学校
- 大分歯科専門学校
- 大分介護福祉士専門学校
- 大分スクールオブビジネス
- 大分東明高等学校・向陽中学校
- 千代町幼稚園
- 城南幼稚園
- 明野第一幼稚園